# Pseudaristeus speciosus
Pseudaristeus speciosus är en kräftdjursart som först beskrevs av Charles Spence Bate 1881.  Pseudaristeus speciosus ingår i släktet Pseudaristeus och familjen Aristeidae. Inga underarter finns listade i Catalogue of Life.